# Кэрью, Артур Эдмунд
Артур Эдмунд Кэрью (англ. Arthur Edmund Carewe, арм. Արթուր Էդմունդ Քեյրվի, при рождении Овсеп Овсепян англ. Hovsep Hovsepian; 30 декабря 1884 — 4 апреля 1937) — американский актёр немого кино.

## Биография
Артур Кэрью (Овсеп Овсепян) родился в городе Трабзон. Семья Овсепянов составляла костяк армянской аристократии города, отец Гаро Овсепян был самым влиятельным банкиром в Османской Империи. К сожалению, отец не смог увидеть рождение своего ребёнка, так как был убит во время резни армянского населения Трабзона. В возрасте 7 лет мать отдала Овсепа на учёбу в армянскую церковь. Параллельно мальчик изучал юриспруденцию. В 1896 семья Овсепян эмигрируют в США. Старшие братья — Арташес и Армен устроились на работу в ткацкую фабрику, а четырнадцатилетний Овсеп пошёл в школу. Именно в школе он впервые записался в театральный кружок. Молодой армянин проявлял способности как в юриспруденции, так и на театральной сцене. После учёбы Овсеп получил приглашение играть в Чикагском театре, однако, владелец театра мягко намекнул Овсепу, что для карьеры было бы лучше взять американскую фамилию. Овсеп не согласился официально отказаться от армянской фамилии, неприятный разговор закончился на том, что Овсеп будет выступать под псевдонимом Артур Эдмунд Кэрью.

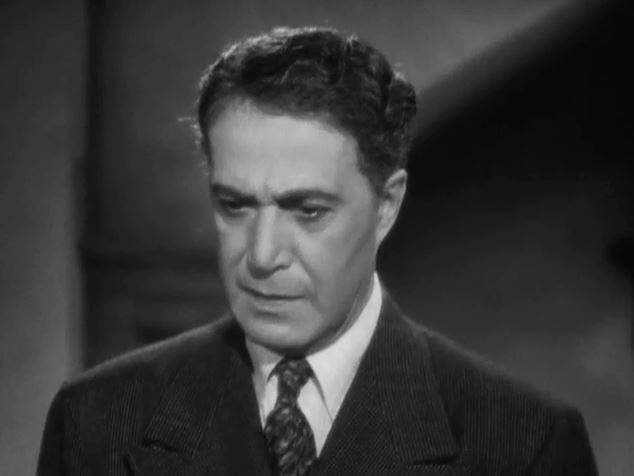
Секрет Чарли Чана (1936)

В период 1910 по 1915 годы Артур сыграл главные роли в более, чем ста спектаклях. В 1915 году младотурецкое правительство начало осуществление Геноцида армянского народа, в результате которого было убито более 1,5 миллиона армян. Семья Овсепянов также внесла свой неоценимый вклад в помощь армянским беженцам. Фирма которой владели братья Арташес и Армен приняла на работу огромное количество армян. В течение двух лет Овсеп, который был сильно потрясен рассказами своих соотечественников, не мог выступать. В скором времени поддержка семьи, друзей и всей армянской общины Нью-Йорка вновь привели его на сцену. В 1918 году Артур становится первым армянином, приглашенным в Бродвей. Успех был ошеломительный, взлет молодого армянина был молниеносным.
За свою карьеру Кэрью снялся в 50 фильмах, наиболее значимые из которых сохранились. Как театральный актёр, выучивший язык в американской школе в подростковом возрасте, он смог достаточно легко перейти в звуковое кино. Кэрью, не имевший неприятных для американским кинодельцов акцентов, рассматривался в числе кандидата на роль Дракулы в 1931 года, однако из-за плотного театрально-съемочного графика от неё отказался. В результате чего продюсеры утвердили Белу Лугоши. Несмотря на это, он получил характерные роли в новаторских цветных звуковых картинах студии Worner Brothers "Доктор Икс" и "Тайна музея восковых фигур".
В 1918 году он женился на подруге своего детства, актрисе и певице Ирэн Леви-Павловской, происходившей из знатной еврейской семьи. В 1921 году они развелись.
В 1936 году после съёмок «Секрет Чарли Чана» Артур Кэрью переносит инсульт, в результате чего нарушилась речь и память. Реабилитация не помогала. После этого он не мог больше сниматься в кино. Легенда американского театра и кино покончил с собой 22 апреля 1937 года. Его нашли мертвым в своей машине с огнестрельным ранением головы.
В честь него названы улицы и парки в Нью-Йорке, Вашингтоне и Лос-Анджелесе.
В 1996 году имя Артура Эдмонда Кэрью было внесено в список 10 величайших актёров немого кино всех времен.
На 2023 год А.Э.Кэрью - единственный и наиболее близкий к оригиналу исполнитель роли Перса в экранизациях "Призрака оперы".

## Фильмография
| Год  | Название фильма            |
| ---- | -------------------------- |
| 1936 | Секрет Чарли Чана          |
| 1933 | Тайна музея восковых фигур |
| 1932 | Доктор Икс                 |
| 1931 | Весёлый дипломат           |
| 1930 | Супружеская постель        |
| 1927 | Хижина дяди Тома           |
| 1927 | Прошлое человека           |
| 1927 | Кот и канарейка            |
| 1926 | Вулкан                     |
| 1926 | Поток                      |
| 1925 | Призрак Оперы              |
| 1923 | Папочка                    |
| 1922 | Изгоняющий призраков       |
| 1921 | Сумасшедшая свадьба        |